# 三好市立池田中学校
三好市立池田中学校（みよししりつ いけだちゅうがっこう）は、徳島県三好市池田町ウヱノにある公立中学校。

## 沿革
- 2009年 - 三好市立池田第一中学校と（旧）三好市立池田中学校の統合に伴い設置。

## 校訓
- 至誠
- 敬愛
- 志高

## 校歌
- 作詞：倉本颯太
- 作曲：佐原一哉

## 部活動
- 野球
- サッカー
- ソフトテニス
- バスケットボール
- バレーボール
- 水泳
- 弓道
- 剣道
- 柔道
- 卓球
- 美術
- 吹奏楽
- ホタルと共に暮らし隊

## 通学区域が隣接している学校
- 三好市立山城中学校
- 三好市立井川中学校
- 東みよし町立三好中学校
- 香川県三豊市立和光中学校
- 香川県三豊市観音寺市学校組合立三豊中学校
- 香川県観音寺市立中部中学校
- 香川県観音寺市立大野原中学校
- 愛媛県四国中央市立川之江南中学校
- 愛媛県四国中央市立新宮小中学校